# Hiago
Hiago de Oliveira Ramiro, född 20 september 1991 i Ariquemes, mer känd som endast Hiago, är en brasiliansk fotbollsspelare som spelar för Kalmar FF i Allsvenskan.

## Karriär
Den 19 januari 2018 värvades Hiago av Kalmar FF. Hiago gjorde allsvensk debut den 1 april 2018 i en 1–0-förlust mot BK Häcken, där han blev inbytt i den 76:e minuten mot Isak Magnusson.